# LY-367,385
LY-367,385 je antagonist glutamatnog receptora.